# Goch
Goch ist eine mittlere kreisangehörige Stadt des Kreises Kleve im Regierungsbezirk Düsseldorf. Sie liegt am unteren linken Niederrhein im Nordwesten des Landes Nordrhein-Westfalen und ist Mitglied der Euregio Rhein-Waal.

## Geographie

### Stadtgebiet
Die Stadt Goch hat eine Gesamtfläche von 115 km2 und liegt ca. 17 m ü. NN auf etwa 6 Grad 10 Minuten östlicher Länge und 51 Grad 41 Minutem nördlicher Breite.
Durch die Stadt fließt die Niers, die im niederländischen Gennep in die Maas mündet. Goch ist Mitglied im Niersverband.
Goch zählt rund 35.374 Einwohner (30. Juni 2016), die sich wie folgt auf die acht Ortsteile verteilen:
- Goch (Kernstadt) (20.543 Einwohner)
  - Gaesdonck
- Asperden (2.340 Einwohner)
- Hassum (1.142 Einwohner)
- Hommersum (502 Einwohner)
- Hülm (715 Einwohner)
- Kessel (2.134 Einwohner)
- Nierswalde (1.039 Einwohner)
- Pfalzdorf (6.959 Einwohner).

### Nachbargemeinden
Die Stadt Goch grenzt im Norden an die Stadt Kleve und die Gemeinden Kranenburg und Bedburg-Hau, im Osten an die Gemeinde Uedem, im Süden an die Gemeinde Weeze sowie im Westen an die Gemeinden Bergen und Gennep (beide Provinz Limburg, Niederlande).

## Geschichte
Das früheste Schriftzeugnis ist aus der zweiten Hälfte des 11. Jahrhunderts und lautet „Gohhe“. Man stellt den Namen meist zu mittelniederdeutsch oog (‚Aue‘) mit einem Kollektivpräfix ge-. Das Ausgangswort dürfte *goog(e) (‚Auenlandschaft‘) gewesen sein.
Das älteste Dokument, in dem Goch als Stadt bezeichnet wird, trägt das Datum 1261. Das genaue Jahr der Verleihung der Stadtrechte lässt sich nicht mehr ermitteln; wahrscheinlich fällt die Verleihung in die Regierungszeit von Otto II. (Geldern) (1229–1271). Der erste Stadtbefestigungsring wurde 1350 vollendet.
Goch gehörte zunächst zum Herrschaftsbereich der Grafen, später der Herzöge, von Geldern. Es fiel 1473 an das Herzogtum Kleve und 1614 mit dem Vertrag von Xanten an Brandenburg/Preußen. In den folgenden 200 Jahren wechselte die Herrschaft über Goch mehrmals: 1615 wurde die Stadt von Niederländern erobert. Von 1622 bis 1625 herrschten die Spanier in Goch. 1741 siedelten sich Pfälzer, die eigentlich nach Amerika auswandern wollten, in der Gocher Heide an. Aus dieser Ansiedlung entwickelte sich das Dorf Pfalzdorf, das 1799 als Gemeinde selbstständig wurde. So entstand eine pfälzische Sprachinsel.
Von 1757 bis 1763 erfolgte eine Besetzung durch französische Truppen. Von 1795 bis 1815 gehörte Goch zu Frankreich (siehe Franzosenzeit). Während dieser Zeit bildete Goch eine Mairie nach französischem Vorbild und war Sitz des Kantons Goch im Arrondissement Kleve des Rur-Departements.
1815 kam Goch wieder zu Preußen. Aus der Mairie Goch der Franzosenzeit wurde die preußische Bürgermeisterei Goch im neuen Kreis Kleve. 1847 organisierte man erstmals den Gocher Flachsmarkt. Flachsmärkte waren im frühen 19. Jahrhundert am Niederrhein sehr verbreitet. Flachs ist eine Kulturpflanze, die seinerzeit zur Fasergewinnung angebaut wurde. Der Gocher Flachsmarkt findet noch heute zweimal im Jahr statt; auf ihm werden hauptsächlich Kurzwaren vertrieben. Der Bau der Eisenbahnstrecken Köln – Kleve (Linksniederrheinische Strecke) und Boxtel – Wesel (Boxteler Bahn), an deren Schnittpunkt Goch lag, begünstigte einige neue Industrieansiedlungen und einen wirtschaftlichen Aufschwung in Goch. Eine bedeutende Industrieansiedlung war die Holländische Margarine-Werke Jurgens & Prinzen GmbH. Sie beschäftigte im Jahre 1928 über 3000 Menschen in Goch.
1905 wurde der Städtische Friedhof als evangelischer Friedhof angelegt, 1912 dann ein katholischer Friedhof.
Mit der Machtergreifung setzte auch in Goch die nationalsozialistische Diktatur ein. Sofort wurden politische Gegner verfolgt. Angehörige oder Unterstützer sozialistischer und kommunistischer Parteien wurden verhaftet, teilweise körperlich misshandelt, aus ihren Berufen entlassen und der Willkür der SS in den Konzentrationslagern ausgeliefert. Besonders schlimm traf es Menschen jüdischen Glaubens. „In Goch lebten zwischen 1933 und 1945 ca. 90 Deutsche jüdischen Glaubens, an die auf diese Art und Weise erinnert werden soll. Nach 1933 wurden sie entrechtet und ausgegrenzt, man boykottierte und zerstörte ihre Geschäfte, bedrohte und vertrieb sie. Über die Hälfte der jüdischen Bevölkerung Gochs wurde in Konzentrationslagern getötet. Viele von ihnen waren Kinder.“. In der Reichspogromnacht vom 9. auf den 10. November 1938 wurde die Synagoge in Goch in der Herzogenstraße von SA und SS zerstört und niedergebrannt.
In der Nacht vom 7. auf den 8. Februar 1945 und einige Tage später, am 12. Februar 1945, wurde Goch von westalliierten Flugzeugen bombardiert. Im Zuge der Schlacht im Reichswald, die vom 7. bis zum 22. Februar 1945 im Klever Raum stattfand, kam es in Goch am 18. und am 19. Februar zu teils schweren Gefechten mit Häuserkämpfen und Artillerieeinsatz. Die Zerstörungen durch die Bombenangriffe und durch den Kampf um die Stadt werden mit ca. 80 % der Bebauung beziffert. Die Führung der alliierten Streitkräfte hatte angenommen, dass Bunkeranlagen rund um Goch eine Verlängerung des Westwalles (Geldernstellung) darstellten, was als einer der Gründe für die massiven Bombardements gilt. Ziel der auf die Bombardements folgenden britisch geführten Bodenoffensive war es, bei Wesel den Rhein zu überqueren und in das Ruhrgebiet vorzustoßen.

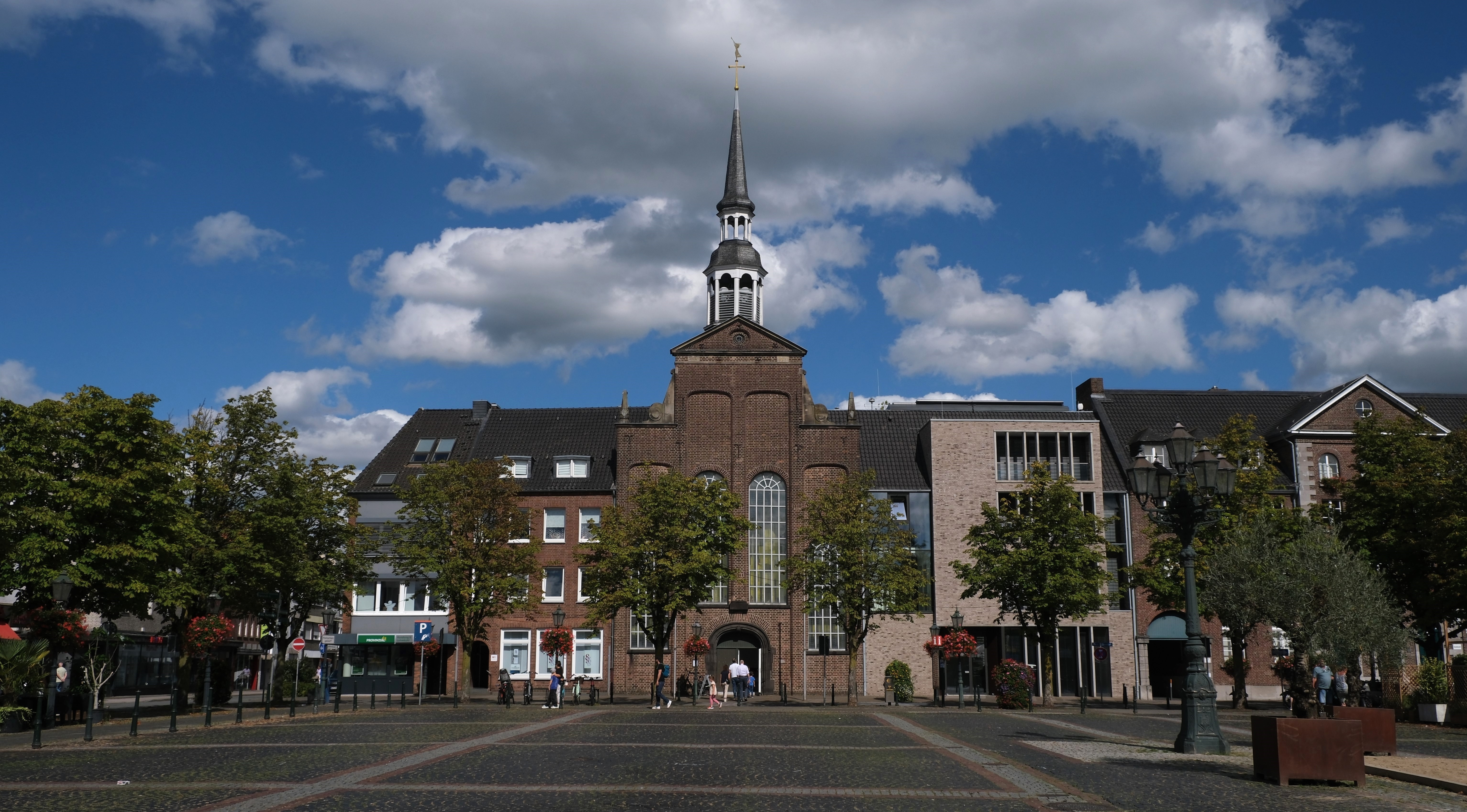
Evangelische Kirche am Markt

In der Nacht zum 24. Mai 1993 stürzte der 67 Meter hohe Kirchturm der Sankt-Maria-Magdalena-Kirche in sich zusammen. Sein Wiederaufbau dauerte zehn Jahre. In weiten Kreisen der Öffentlichkeit wird vermutet, dass der Einsturz eine Folge von Strukturschäden war, die durch die Bombenangriffe im Jahr 1945 entstanden waren.
Am 18. Mai 2005 wurde Goch durch den Bischof von Münster, Reinhard Lettmann, zum Wallfahrtsort erklärt. Zahlreiche Pilger besuchen seit der Heiligsprechung von Pater Arnold Janssen dessen Taufkirche St. Maria Magdalena, dessen Geburtshaus und die in den 1970er Jahren neu gegründete Arnold-Janssen-Pfarrei.
Im Verlauf des Jahres 2008 wurden der Ring und der Bahnhof erweitert.
Am 8. September 2011 war Goch Epizentrum eines Erdbebens der Stärke 4,4 der Richterskala, das im Umkreis von rund 200 km wahrgenommen wurde.

## Gebietsreform
Goch entstand in der heutigen Form am 1. Juli 1969 beim ersten kommunalen Neugliederungsprogramm in Nordrhein-Westfalen. Die Stadt Goch, die Gemeinde Pfalzdorf sowie die Gemeinden Asperden, Hassum, Hommersum, Hülm, Kessel und Nierswalde des Amtes Asperden wurden zur neuen Stadt Goch zusammengeschlossen.
Am 1. Januar 1975 wurde im Zuge des zweiten Neugliederungsprogramms in Nordrhein-Westfalen der Altkreis Kleve mit dem ehemaligen Kreis Geldern und Teilgebieten der Kreise Moers und Rees zum neuen niederrheinischen Kreis Kleve zusammengefügt.

## Einwohnerentwicklung
Die Einwohnerzahl entwickelte sich von ca. 4.000 im Jahr 1850 auf etwa 13.600 im Jahr 1933. Die folgenden Angaben beziehen sich auf das heutige Gebiet der Stadt Goch.
| Jahr | Einwohner |
| ---- | --------- |
| 1975 | 28.209    |
| 1980 | 28.779    |
| 1985 | 28.415    |
| 1990 | 29.843    |
| 1995 | 31.186    |
| 2000 | 32.675    |

| Jahr | Einwohner |
| ---- | --------- |
| 2005 | 33.948    |
| 2010 | 34.106    |
| 2015 | 33.889    |
| 2018 | 33.804    |
| 2020 | 34.531    |
| 2022 | 35.270    |

## Politik

### Stadtrat
Neben den bundesweit vertretenen Parteien sind in der Gocher Kommunalpolitik zwei lokale Wählervereinigungen aktiv: Die Zukunft in Goch, aus der Bürgerinitiative gegen den Rathausneubau in Goch entstanden, und das BürgerForum Goch, das 2007 von ehemaligen SPD-Ratsherren gegründet wurde.
Seit der letzten Kommunalwahl am 13. September 2020 sind im Stadtrat
CDU (35,4 %, 14 Sitze),
BürgerForum Goch (BFG) (28,9 %, 12 Sitze),
Grüne (13,8 %, 5 Sitze),
SPD (10,7 %, 4 Sitze),
FDP (4,8 %, 2 Sitze), AfD (4,2 %, 2 Sitze) und
Zukunft in Goch (ZIG) (1,8 %, 1 Sitz)
vertreten.
Die nächste Kommunalwahl findet im Jahr 2025 statt.

### Bürgermeister
Bei den Kommunalwahlen am 13. September 2020 wurde Ulrich Knickrehm (BFG) als Bürgermeister wiedergewählt.

### Wappen, Siegel, Banner und Logo
Der Stadt Goch wurde zuletzt am 10. Dezember 1970 ein Wappen, ein Siegel und eine Flagge (Banner) verliehen.

Wappen
Wappen der ehem. Gemeinde Pfalzdorf
Wappen der ehem. Gemeinde Nierswalde
Banner
Logo

#### Wappen
Blasonierung: „Erniedrigt geteilt von Blau und Gold, oben ein wachsender, rot gekrönter und rot bewehrter, zwiegeschwänzter goldener Löwe, unten eine fünfblättrige rote Geldernsche Rose (Mispelblüte) mit goldenem Butzen und goldenen Kelchblättern.“
Wappenbeschreibung: Der zwiegeschwänzte goldene Löwe ist der Geldernsche Löwe, die fünfblättrige rote Mispelblüte die Geldernsche Rose, die beide auf die Zugehörigkeit der Stadt Goch zum ehemaligen Herzogtum Geldern hinweisen. Das Wappen entstammt dem älteren Stadtsiegel, das das Stadtwappen als Siegelbild in einem in den Fugen mit stumpfen Spitzen versehenen Spitz-Dreipass (Ausschmückung aus drei nach außen gerundeten Bögen um das innere Siegelbild) in der nachstehenden Tingierung enthält: „Erniedrigt geteilt von Schwarz und Silber, oben ein wachsender, zwiegeschwänzter silberner Löwe, unten eine fünfblättrige silberne Mispelblüte (Geldernsche Rose).“

#### Siegel
Die Umschrift des Siegels lautet: „Stadt Goch“. Das Siegelbild enthält auf einem in den Fugen mit stumpfen Spitzen versehenen Dreipass das
Stadtwappen in folgender Tingierung: „In von Schwarz und Weiß erniedrigt geteiltem Schilde oben ein wachsender, zwiegeschwänzter weißer Löwe, unten eine fünfblättrige weiße Mispelblüte.“

#### Banner
Die Flagge (Banner) ist im Verhältnis 1 : 1 längsgestreift und trägt die Farben blau-gelb. Das weiße Bannerhaupt zeigt das Wappen.

### Städtepartnerschaften
- Veghel (Niederlande)
- Andover (Vereinigtes Königreich)
- Redon (Frankreich)
- Nowy Tomyśl (Polen)
- Putignano (Italien) (nicht offiziell)[14]

### Schulden
Für das Jahr 2019 gab das Statistische Landesamt für die Stadt Goch eine Verschuldung-pro-Kopf in Höhe von 2967 Euro (insgesamt 101 032 208 €) und damit die höchsten Schulden im Kreis Kleve an. Das entspricht einer Steigerung von 28,4 % im Vergleich zum Jahr 2009.

## Kultur und Sehenswürdigkeiten

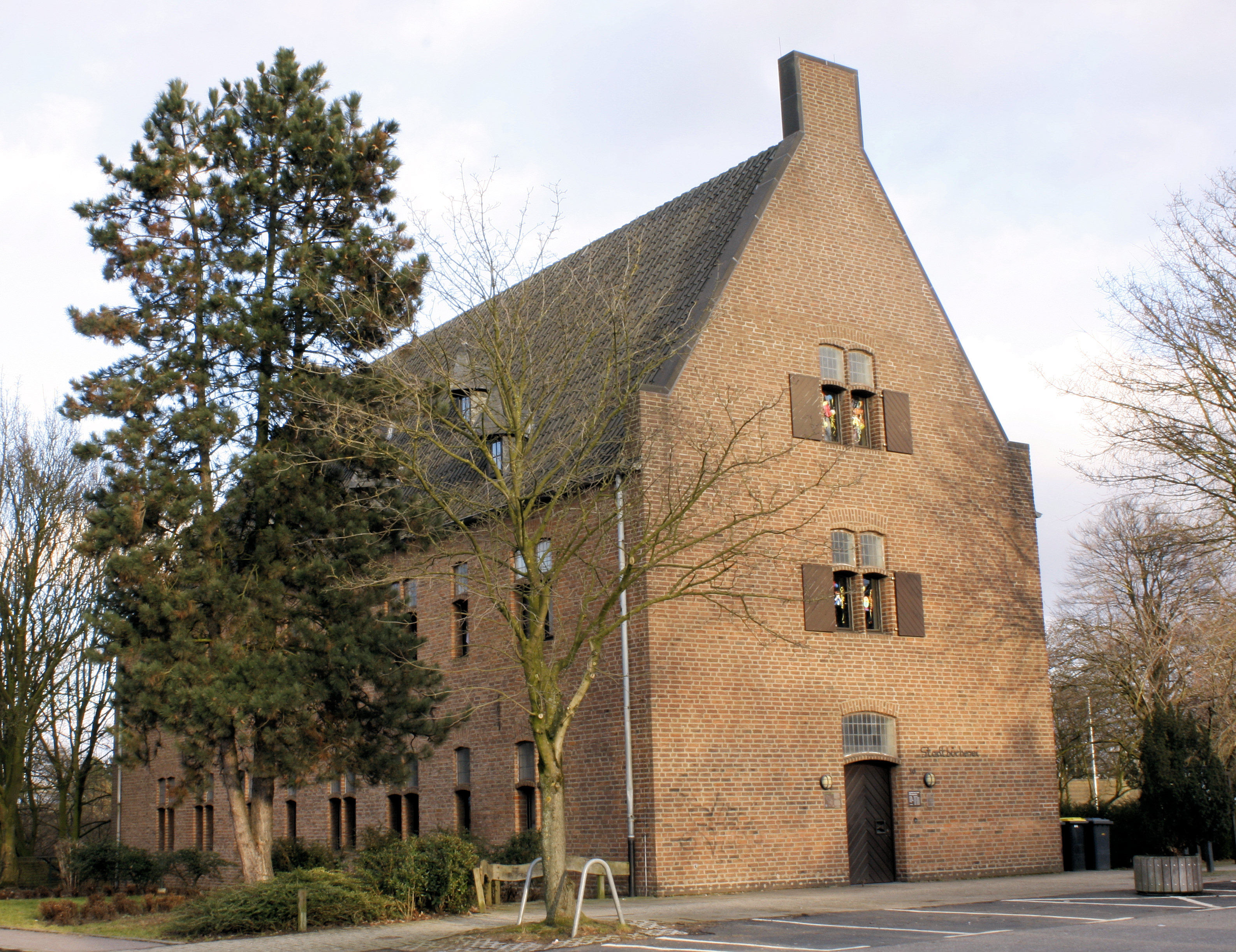
Gebäude des ehemaligen Klosters St. Johannes

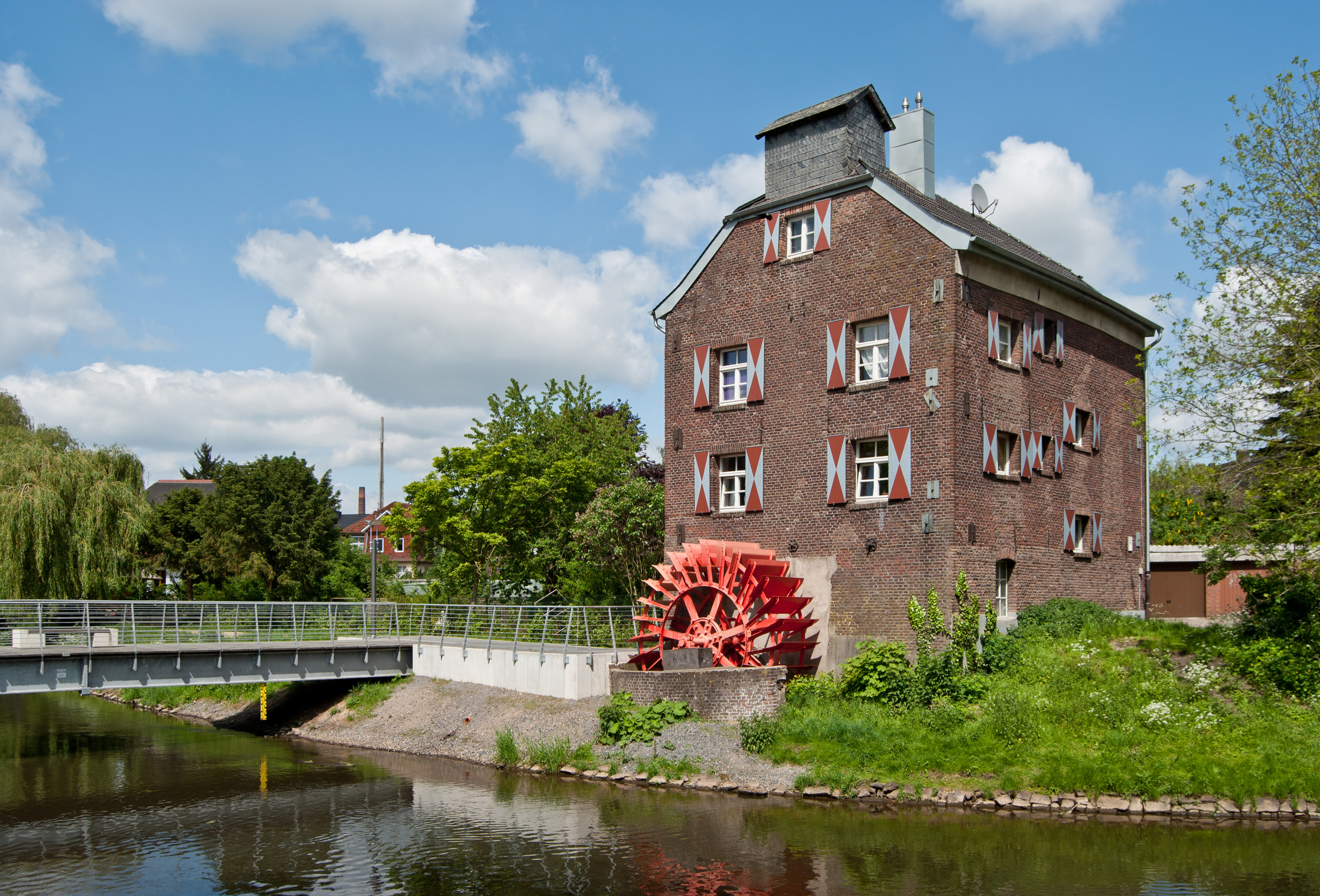
Südseite der Susmühle an der Niers

### Museen
- Museum Goch

### Kultur
- Kultur- und Kongresszentrum Kastell
- Kultourbühne Goch
- Historisches Kino 'Goli Theater'
- Stringtime Niederrhein
- Kindermusical-Workshop „Ritter Rost“
- Klostergut Graefenthal (Ehemalige Zisterzienserinnenabtei)
- Stadtbücherei Goch
- Stadtarchiv

### Sehenswürdigkeiten
- Liebfrauenkirche
- Arnold-Janssen-Kirche
- Haus zu den fünf Ringen (16. Jh.)
- Pfarrkirche Maria-Magdalena (14.–16. Jh., Kirchturm 24. Mai 1993 eingestürzt, 2003 modern wiederaufgebaut)
- Steintor (14. Jh.)
- Susmühle (18. Jh.)
- Haus des Klosters St. Johannes (ehemals Stadtbücherei)
- Klostergut Graefenthal
- Arme Männerhaus (16. Jh.)
- Arme Frauenhaus (16. Jh.)
- Langenberghaus
- Geburtshaus des heiligen Arnold Janssen
- Viller Mühle
- Collegium Augustinianum Gaesdonck mit der spätgotischen Stiftskirche
- Evangelische Kirche am Markt zu Goch
- Rathaus: „Gocher Serie“ des Düsseldorfer Künstlers Horst Wackerbarth

## Freizeiteinrichtungen
- Die Viller Mühle ist eine stillgelegte denkmalgeschützte Öl- und Getreidemühle. Sie wird als Museum und Veranstaltungsort genutzt.
- Eine Handvoll gastronomischer Betriebe lädt zur Spargelsaison ins Spargeldorf Kessel ein.

## Sport
- In dem Freizeitbad „GochNess“ (Kessel) gibt es einen Naturbadesee mit Sandstrand und im Innern ein Wettkampf- und Erlebnisbecken, sowie eine große Saunaanlage.
- Sonstige Sportliche Aktivitäten: 43 Sportvereine, 17 Sportplätze (davon vier Schulsportanlagen), Sporthalle am Städt. Gymnasium in Goch, vier Gymnastikhallen, drei Tennishallen, drei Tennisanlagen, zwei Reithallen mit Reitplätzen, drei Reitgelände, ein Flugsportgelände, zwei Trimm-Strecken, Fun-und-Action-Park mit Inline-Skate-Park, Miniaturgolfanlage, Schießsportanlagen, Paddelboot- und Fahrradverleih.

## Wirtschaft und Infrastruktur

### Industrie
Im Ort ist das Sportartikelunternehmen Derbystar ansässig. Das türkische Unternehmen Tirsan produziert in Goch Fahrzeuge der Anhängermarke Kässbohrer. Im Jahre 1959 erweiterte die Firma Nähr-Engel GmbH, deren pharmazeutische Abteilung in München etwa das aus Weizenkeimen hergestellte Vitaminpräparat gegen Potenzstörungen, insbesondere zur Behandlung der „Heimkehrer-Impotenz“, angeboten hatte, ihr Sortiment um Kartoffeltrockenprodukte durch ein Werk in Goch. Seit Ende 2012 produziert Siemens Mobility in der ehemaligen Tirsan-Halle vorgefertigte Seitenwände, Dächer und Teile für die Untergestelle sämtlicher Nahverkehrsfahrzeuge des Konzerns für dessen Schienenfahrzeugwerk in Krefeld-Uerdingen. Ebenfalls im Fahrzeugbau tätig ist die 1962 gegründete Gocher Fahrzeugbau GmbH (Gofa), die inzwischen zum amerikanischen Unternehmen Chart Industries gehört.

### Verkehr

#### ÖPNV
Für den gesamten öffentlichen Personennahverkehr (ÖPNV) gilt der regionale Tarif des Verkehrsverbundes Rhein-Ruhr (VRR) und der NRW-Tarif.

##### Zugverkehr
Der Bahnhof Goch liegt an der linksniederrheinischen Strecke, auf der täglich im Stundentakt und zusätzlich halbstündlich von Montag bis Freitag der RE 10 „Niers-Express“ von Kleve über Krefeld nach Düsseldorf verkehrt. Durchgeführt wird der Schienenpersonennahverkehr von der NordWestBahn (NWB), welche Dieseltriebwagen vom Typ LINT 41 in Einzel- bis Dreifachtraktion einsetzt.
| Linie | Verlauf | Takt                                             |
| ----- | --- | ------------------------------------------------ |
| RE 10 | Niers-Express: Kleve – Bedburg-Hau – Goch – Weeze – Kevelaer – Geldern – Nieukerk – Aldekerk – Kempen (Niederrhein) – Krefeld Hbf – Krefeld-Oppum – Meerbusch-Osterath – Düsseldorf-Bilk – Düsseldorf Hbf Stand: Fahrplanwechsel Dezember 2023 | 30 min (werktags) 60 min (Wochenenden/Feiertage) |

Das heutige Empfangsgebäude wurde 1957 nach den Entwürfen des Architekten Toni Hermanns errichtet. Es besteht aus einer großzügigen Empfangshalle mit einer hohen Fensterfront auf der Stadtseite, eingerahmt von eingeschossigen Anbauten mit Diensträumen, einer Bahnhofsgaststätte und der zugehörigen Pächterwohnung. Als typischer Bau der Nachkriegsmoderne war der Bahnhof 1966 das Vorbild für den Modelleisenbahnbausatz „Bahnhof Neustadt“ von Faller. 2016 wurde der Modellklassiker neu aufgelegt.

##### Busverkehr
Im ÖPNV verkehren eine Reihe von Buslinien, die die Region und das Stadtgebiet erschließen. Betreiber der Buslinien waren bis Juli 2021 die Stadtwerke Goch. Die Firma Look Busreisen, ein privates Unternehmen der Niederrheinischen Verkehrsbetriebe AG (NIAG), betreut heute den Busverkehr im ÖPNV.

#### Straßen
Im Fernstraßenbereich ist Goch an die Bundesautobahn 57 (E 31) über die Bundesstraße 9 angebunden.

#### Flugverkehr
Der nächstgelegene Flughafen ist der Flughafen Niederrhein.

### Deutsches Rotes Kreuz
Der DRK-Ortsverein Goch e. V. innerhalb des Deutschen Roten Kreuzes wurde ursprünglich 1899 von dem Gocher Arzt Eugen Förster als Freiwillige Sanitätskolonne gegründet. Die Mitglieder leisten heute innerhalb der DRK-Bereitschaft ehrenamtliche Arbeit u. a. bei Blutspendeaktionen, Sanitätsdiensten, Katastrophenschutz und bei sämtlichen Veranstaltungen in Goch und Umgebung. Kindern und Jugendlichen ab 6 Jahren wird sowohl die Möglichkeit angeboten, im Jugendrotkreuz tätig zu werden als auch an der jährlichen Ferienfreizeit im Sauerland teilzunehmen.

### Telefonvorwahlen
In der Stadt lautet die Vorwahl 02823. Die 02827 gilt in den Ortsteilen Kessel, Hassum und Hommersum.

## Persönlichkeiten
- Otto III. (980–1002), römisch-deutscher König und Kaiser
- Dietrich Vaelbier (gen. von Goch) (vor 1300–1366), markgräflicher Leibarzt, Professor der Medizin, Dechant des Meißner Domkapitels
- Johann Pupper (1410–1475), Theologe und Vorreformator
- Aleidis Raiscop (1449–1507), humanistische Schriftstellerin
- Martin Schenk von Nideggen (1540–1589), Graf von Afferden und Blijenbeek, Kriegsobrist
- Heinrich Turck (1607–1669), jesuitischer Historiker
- Gisbert Matthias Elsner (1698–1775), reformierter Theologe, Hochschullehrer und -rektor
- Martin Wilhelm Fonck (1752–1830), Generalvikar des Bistums Aachen
- Friedrich Wilhelm Curtius (1782–1862), Unternehmer der Chemieindustrie
- Rudolph von Monschaw (1826–1911), deutscher Offizier, Landwirt und Abgeordneter, Ehrenbürger von Goch
- Pater Arnold Janssen (1837–1909), Gründer des weltweit aktiven Steyler Missionswerkes
- Julius Heveling (1842–1909), römisch-katholischer Pfarrer von Pfalzdorf und Mitglied des Preußischen Abgeordnetenhauses
- Ferdinand Langenberg (1849–1931), Kunstschnitzer und Bildhauer
- Carl Mosterts (1874–1926), Nestor der katholischen Jugendseelsorge und Jugendverbandsarbeit in Deutschland
- Johannes van Acken (1879–1937), katholischer Geistlicher und Caritasfunktionär
- Josef Edmund Janßen (1881–1966), römisch-katholischer Pfarrer und Prälat, Ehrenbürger der Stadt Wesel
- Heinrich Hamm (1889–1968), Bildhauer
- Aenne Biermann (1898–1933), Fotografin
- Curt Peters (1905–1943), Theologe und Orientalist
- Hubert Houben (1898–1956), Leichtathlet
- Benignus Franken (1902–1943), Missionar und Märtyrer
- Gerd Horseling (1903–1992), Reichstagsabgeordneter der KPD
- Irmfried Benesch (1912–1987), Schriftsteller (Pseudonym Fridolin Aichner)
- Rudolf Schlidt (1914–2012), Raumfahrtpionier
- Heinz Kotthaus (1917–1972), CDU-Politiker
- Heinz Martin Werhahn (1921–2000), Paläograf, Historiker und Bibliothekar
- Maria Croonen (1925–2021), Opernsängerin
- Rudolf Schoofs (1932–2009), Künstler
- Friedrich Tomberg (1932–2022), deutscher Philosoph und Agent für das Ministerium für Staatssicherheit
- Arnold Angenendt (1934–2021), Theologe und Kirchenhistoriker
- K. A. Janßen (* 1937), Künstler
- Manfred Streit (1939–2017), Ökonom
- Jiři Keuthen (1951–2007), Künstler
- Heinz Eickmans (* 1953), Niederlandist und Germanist
- Edgar Geenen (1954–2007), Fußballfunktionär
- Josefa Idem (* 1964), ehemalige Kanutin und italienische Ministerin
- Jens Loors (* 1967), Polizeibeamter und Hauptdarsteller in der Krimiserie K11
- Carola Reimann (* 1967), SPD-Politikerin, niedersächsische Ministerin, Vorstandsvorsitzende des AOK-Bundesverbands
- Rita Kersting (* 1969), Kunsthistorikerin und Kuratorin
- Andreas Daams (* 1971), Schriftsteller und Komponist
- Tobias Specker (* 1971), Jesuit und Theologe
- Guido Winkmann (* 1973), Fußball-Bundesligaschiedsrichter
- Jens Ernesti (* 1977), Sänger
- Stefan Rouenhoff (* 1978), CDU-Politiker, Mitglied des Bundestages, Staatssekretär
- Dennis Brammen (* 1988), deutscher YouTuber vom Kanal PietSmiet
- Luisa Wensing (* 1993), Fußballspielerin beim SC Freiburg